# Rhynchospora watsonii
Rhynchospora watsonii är en halvgräsart som först beskrevs av Nathaniel Lord Britton, och fick sitt nu gällande namn av Gerrit Davidse. Rhynchospora watsonii ingår i släktet småag, och familjen halvgräs. Inga underarter finns listade i Catalogue of Life.